# Anglian Combination
The Anglian Combination Football League är en fotbollsliga i England som återfinns mellan nivå 11 och 17 i det engelska ligasystemet. Den täcker East Anglia och speciellt Norfolk och norra Suffolk, och bildades 1964 genom en sammanslagning av East Anglian League och Norfolk & Suffolk League .
Den består av över hundra lag och har sju divisioner, den högsta kallad Anglian Combination Premier Division, och sex underdivisioner: one, two, three, four, five och six. 
Vinnaren av Premier Division är också kända som the Sterry Cup-mästarna och de är kvalificerade för uppflyttning till Eastern Counties Football League (under vissa förutsättningar).  

## 2003 till 2015
2003 omorganiserades ligan och antalet divisioner minskades från åtta till sju. Reservdivisionerna inkluderades i det vanliga ligasystemet och reservlagen gavs därmed möjligheten att avancera uppåt i systemet.
Tabellen visar vinnarna för varje säsong mellan 2003 och 2015 i respektive division
:
| Säsong  | Premier         | One                          | Two              | Three                     | Four                      | Five                   | Six                          |
| ------- | --------------- | ---------------------------- | ---------------- | ------------------------- | ------------------------- | ---------------------- | ---------------------------- |
| 2003-04 | Cromer Town     | Watton United                | Sheringham       | Southwold Town            | Sprowston Athletic res    | Norwich Union res      | Hindringham res              |
| 2004-05 | Blofield United | Sheringham                   | Southwold Town   | Norwich St Johns          | Kirkley res               | Cromer Town res        | Sprowston Wanderers res      |
| 2005-06 | Cromer Town     | Dersingham Rovers            | Mundford         | Kirkley res               | Beccles Caxton            | Thetford Rovers        | Foulsham                     |
| 2006-07 | Blofield United | Hempnall                     | Kirkley Res      | West Lynn SSC             | Caister United Res        | East Harling           | Freethorpe                   |
| 2007-08 | Wroxham FC Res  | Loddon United                | Corton           | Norwich CEYMS             | Bradenham Wanderers       | North Walsham Town Res | Gorleston Res                |
| 2008-09 | Sheringham      | St Andrews                   | Norwich St Johns | Mundford                  | North Walsham Town Res    | Sheringham Res         | Dersingham Rovers Res        |
| 2009-10 | Blofield United | Kirkley & Pakefield Reserves | West Lynn SSC    | Hempnall Reserves         | Blofield United Reserves  | Hemsby                 | Thetford Athletic            |
| 2010-11 | Cromer Town     | Wells Town                   | Norwich CEYMS    | Harleston Town            | University of East Anglia | Mulbarton Wanderers    | Bradenham Wanderers Reserves |
| 2011–12 | Cromer Town     | Dersingham Rovers            | Harleston Town   | Martham                   | Mulbarton Wanderers       | Saham Toney            | Yelverton                    |
| 2012–13 | Acle United     | Norwich CEYMS                | Foulsham         | University of East Anglia | Waveney                   | Buxton                 | Redgate Rangers              |
| 2013–14 | Acle United     | Long Stratton                | Scole United     | Waveney                   | Fakenham Town Reserves    | Redgate Rangers        | Mulbarton Wanderers Reserves |
| 2014–15 | Acle United     | Mulbarton Wanderers          | Waveney          | Blofield United Reserves  | Redgate Rangers           | Earsham                | Scole United Reserves        |

## 2015 och framåt
För att försöka komma åt problemet med kostnader för spelare och klubbar på de lägre nivåerna i ligan så gjordes division 5 och 6 om till regionala divisioner säsongen 2015-16. De döptes om till Division 5 North och South.
Tabellen visar vinnarna för varje säsong mellan 2015 och 2019 i respektive division:
| Säsong  | Premier           | One                       | Two                       | Three                 | Four                         | Five (North)                       | Five (South)                    |
| ------- | ----------------- | ------------------------- | ------------------------- | --------------------- | ---------------------------- | ---------------------------------- | ------------------------------- |
| 2015–16 | Acle United       | Waveney                   | Mundford                  | Watton United         | Sheringham FC Reserves       | Bradenham Wanderers Reserves       | Gorleston FC Reserves           |
| 2016–17 | Spixworth         | Bradenham Wanderers       | University of East Anglia | Gayton United         | Gorleston FC Reserves        | Aylsham Reserves                   | Great Yarmouth Town FC Reserves |
| 2017–18 | Harleston Town FC | Wymondham Town FC         | Easton                    | Gorleston FC Reserves | Bradenham Wanderers Reserves | University of East Anglia Reserves | Beccles Town FC Reserves        |
| 2018–19 | Sheringham FC     | University of East Anglia | Gorleston FC Reserves     | Heacham               | Castle Acre Swifts           | Dussindale Rovers                  | Belton                          |